# Улица Банникова
У́лица Ба́нникова — улица в жилом районе (микрорайоне) «Уралмаш» Орджоникидзевского административного района Екатеринбурга.

## Происхождение названия
Своё название улица получила в 1933—1934 годах в честь Александра Петровича Банникова (1895—1932) — первого руководителя «Уралмашзавода». Изначально, но непродолжительное время, такое же название носила улица 22-го Партсъезда.

## Расположение и благоустройство
Улица проходит с юго-востока на северо-запад параллельно бульвару Культуры. Начинается от пересечения с проспектом Орджоникидзе и заканчивается у улицы 40-летия Октября. Пересекается с улицей Красных Партизан. Справа на улицу выходит Социалистическая улица. Слева примыканий других улиц к улице Банникова нет.
Протяжённость улицы составляет около 650 метров. Ширина проезжей части — около 6 м (две полосы, движение одностороннее в юго-восточном направлении). На протяжении улицы имеется один нерегулируемый пешеходный переход (у примыкания Социалистической улицы), светофоров на протяжении улицы не имеется. Улица оборудована тротуарами (но не везде с обеих сторон), а также уличным освещением.

## История
Возникновение улицы связано с формированием и развитием соцгородка «Уралмашзавода» в начале 1930-х годов. Улица показана как уже застроенная на плане Свердловска 1939 года. Застроена среднеэтажными жилыми домами и образовательными учреждениями. Между проспектом Орджоникидзе, улицами Красных Партизан и Банникова разбит парк, в центре которого находится фонтан.

## Примечательные здания и сооружения
- № 3 — в здании с 1930-х годов находился так называемый «Старый гастроном», один из самых старых магазинов на Уралмаше. Сейчас в доме располагаются различные непрофильные магазины и офисы[3].
- № 4 — гимназия № 144. Фасадом на улицу Банникова выходит и рядом расположенная средняя общеобразовательная школа № 22 по улице Красных Партизан, 4.
- № 7 — детский сад № 432.
- № 9 — детский сад № 395.
- № 11 — детский сад № 399 компенсирующего вида для детей с нарушения опорно-двигательного аппарата.

## Памятники, скульптуры, мемориальные доски
Над доме № 3 установлена мемориальная доска с надписью: «В этом доме с 1939 по 1947 годы жил дважды герой социалистического труда Борис Глебович Музруков, директор Уралмашзавода имени Орджоникидзе».

## Транспорт

### Наземный общественный транспорт
Движение наземного общественного транспорта по улице не осуществляется. Ближайшая остановка общественного транспорта — «Площадь 1-й Пятилетки» находится на одноимённой площади.

### Ближайшие станции метро
Действующих станций Екатеринбургского метрополитена поблизости нет. Проведение линий метро в район улицы не запланировано.